# Борисово (Марёвский район)
Борисово — деревня в Марёвском муниципальном районе Новгородской области, входит в состав Моисеевского сельского поселения.
Деревня расположена на реке Марёвка. На противоположном берегу — деревня Шики, ниже по течению Марёвки, в 2 км северо-западнее Борисова находится деревня Красный Бор, а неподалёку к юго-востоку расположены центр поселения деревня Моисеево и райцентр село Марёво. В деревне Борисово есть одна улица — Борисовская. Площадь земель относящихся к деревне — 10,2 га.

## История
В списке населённых мест Демянского уезда Новгородской губернии за 1909 год сельцо Борисово указано как относящееся к Моисеевской волости уезда (1 стана 3 земельного участка). Население сельца — 38 жителей: мужчин — 22, женщин — 16, число дворов — 5, число жилых строений — 5.
До осени 1984 года деревня Борисово в составе Марёвского сельсовета Марёвского района. В соответствии с решением Новгородского облисполкома № 392 от 12 сентября 1984 года деревня вошла в состав новообразованного Моисеевского сельсовета с центром в деревне Моисеево. По результатам муниципальной реформы деревня входит в состав муниципального образования — Моисеевское сельское поселение Марёвского муниципального района (местное самоуправление), по административно-территориальному устройству подчинена администрации Моисеевского сельского поселения Марёвского района.

## Население
| 2010 | 2011 | 2012 | 2013 | 2014 | 2015 | 2016 |
| ---- | ---- | ---- | ---- | ---- | ---- | ---- |
| 8    | ↗9   | ↗11  | →11  | ↘9   | ↗10  | ↘9   |